# Чуманкасинське сільське поселення
Чуманка́синське сільське поселення (рос. Чуманкасинское сельское поселение) — муніципальне утворення у складі Моргауського району Чувашії, Росія. Адміністративний центр — присілок Одаркіно.

## Склад
До складу поселення входять такі населені пункти:
| Населений пункт      | Населення, осіб (2010) |
| -------------------- | ---------------------- |
| Ізедеркіно, присілок | 320                    |
| Карманкаси, присілок | 126                    |
| Одаркіно, присілок   | 465                    |
| Соляний, присілок    | 155                    |
| Чуманкаси, село      | 418                    |
| Шербаші, присілок    | 191                    |
| Ягаткіно, присілок   | 93                     |